# Roccafiorita
Roccafiorita is een gemeente in de Italiaanse provincie Messina (regio Sicilië) en telt 261 inwoners (31-12-2004). De oppervlakte bedraagt 1,1 km², de bevolkingsdichtheid is 237 inwoners per km².

## Demografie
Roccafiorita telt ongeveer 102 huishoudens. Het aantal inwoners daalde in de periode 1991-2001 met 4,5% volgens cijfers uit de tienjaarlijkse volkstellingen van ISTAT.
| Jaar | Inwoneraantal |
| ---- | ------------- |
| 1991 | 266           |
| 2001 | 254           |

## Geografie
De gemeente ligt op ongeveer 723 m boven zeeniveau.
Roccafiorita grenst aan de volgende gemeenten: Antillo, Limina, Mongiuffi Melia.